# Bruchophagus flavicoxa
Bruchophagus flavicoxa is een vliesvleugelig insect uit de familie Eurytomidae. De wetenschappelijke naam is voor het eerst geldig gepubliceerd in 2006 door Zerova.